# 高野文子
高野 文子（たかの ふみこ、1957年〈昭和32年〉11月12日 - ）は、日本の女性漫画家・イラストレーター。新潟県新津市（現：新潟市秋葉区）出身。
看護師として勤める傍ら、1979年『JUNE』掲載の「絶対安全剃刀」で商業誌デビュー。従来の少女漫画とも少年・青年漫画とも隔絶した作風が注目され、大友克洋やさべあのまなどとともに漫画界の「ニューウェーブ」の旗手と目された。デビュー30年で単行本7冊ときわめて寡作であるが、強弱のない単純な線と独特な演出方法、一読では理解しがたい心理描写などが特長とされる。
夫はフリー編集者の秋山協一郎。秋山はワセダミステリクラブ出身で、綺譚社の発行人として大友克洋の『GOOD WEATHER』（1981年）『BOOGIE WOOGIE WALZ』（1982年）や高野の『おともだち』（1982年）を刊行している。秋山狂介名義で大藪春彦の評論・研究もおこなう。バラエティ (日本の雑誌)の編集をしていたこともあった。

## 経歴と作品
田舎町で育ったため、少女時代は学年誌に掲載された手塚治虫などの作品を除いてあまり漫画を読む機会が無く、図書館で借りた児童文学などを読んで過ごした。新潟県立新潟江南高等学校衛生看護科2年生のとき、同級生から見せてもらった萩尾望都の作品（『11月のギムナジウム』『モードリン』『白き森白き少年の笛』）をきっかけに萩尾作品にのめり込む。同じころ石ノ森章太郎の『マンガ家入門』を参考に自分でも作品を描くようになり、萩尾の作品も載っていた『別冊少女コミック』に投稿、努力賞となる。続けて30ページの作品を投稿するが、落選。これはギムナジウムを舞台にした萩尾望都にそっくりの作品であった。
投稿を続けるうちにプロを意識するようになり、高校卒業後に上京。東京都立の衛生看護専門学校に2年就学、卒業後は看護師として2年務め、その傍ら高校時代の文通相手の紹介で同人サークル『楽書館（らくがきかん）』に参加。メンバーに教えられ『COM』や岡田史子、永島慎二などの作品を知る。1977年『楽書館』に「花」を掲載。同1978年、『楽書館』メンバーのつてで、新雑誌『JUNE』に「絶対安全剃刀」を掲載。この作品が商業デビュー作となり、以後『JUNE』や同じく新興のマイナー漫画誌『マンガ奇想天外』に作品を発表していく。1980年には『JUNE』でしりあったささやななえから小学館編集長に紹介され、以後『プチフラワー』などの大手の漫画誌にも作品を掲載するようになる。

### 『絶対安全剃刀』（1982年）
少女の葬式を幻想的に描いた「ふとん」（1979年）が注目され、この頃から高野は「ニューウェーブ」の作家と見なされるようになった。デビュー当初の高野は、他の漫画家・イラストレーターなどの影響を受けながら、ほとんど1作ごとに作風・画風を変え新しい表現方法を模索している。この時期はとくに『楽書館』から交流のあったさべあのまとの類似が指摘されているが、「方南町経由新宿駅西口京王百貨店前行」では大友克洋のタッチを明確に意識した画風で学生生活の一こまを、「うらがえしの黒い猫」では萩尾望都に通じる絵柄・ストーリーを用いて空想に耽る少女を描き、「アネサとオジ」ではパロディタッチのギャグを見せ、「早道節用守」では浮世絵風の絵柄で山東京伝の戯作を漫画化している。
この時期の作品で、漫画研究・漫画評論の場においてもっとも話題に取り上げられたのは「田辺のつる」である。認知症の始まった老女を中心に、ある一家の情景を淡々と描いた作品であるが、高野は一家の中でこの老女のみ「きいちのぬりえ」風のかわいらしい幼女の姿で描き、客観的な視点の中に老女の錯乱した視点を紛れ込ませている。老女を幼女の姿で描くこの方法は漫画でしかなしえない表現としてさまざまな観点から論じられた。すでに大島弓子が『綿の国星』で猫を少女の姿で描いていたが、荒俣宏は「「田辺のつる」がすごかったのは、『綿の国星』で開発された手法と同じものを使いながら、それを老女に当てはめた上に、惜しげもなく一作で使い捨てた点にある（中略）各少女漫画家が窮めた持ち技から毎回犠牲を選んで、ほとんど暴力的にそれらを使い切ってしまう人が、かつてこの業界に出現したことがあっただろうか」と評している。
二人の少女の夏休みの情景を描いた「玄関」の頃より、「トーンの魔術師」とも評される巧みなトーンワークが顕著となる。この「玄関」までを収めた第一作品集『絶対安全剃刀』は1982年に白泉社より刊行、高野はこの作品集により第11回日本漫画家協会賞優秀賞を受賞した。

### 『おともだち』（1983年）
翌1983年7月、第2単行本『おともだち』を刊行。1981年から83年までの作品5編を収録た短編集で、日本を舞台にした作品3篇からなる「日本のおともだち」と、アメリカを舞台にした2編からなる「アメリカのおともだち」の2部で構成されている。箱入りの上製本で、南伸坊による絵本のような装丁が当時話題となった。
「日本のおともだち」の中心となるのは100ページ超の作品「春ノ波止場デウマレタ鳥ハ」である。大正時代の女学校を舞台に、演劇を通じて心を通わせあう二人の少女を描いた作品で、『絶対安全剃刀』収録作品とはうって変わって古典的なストーリーを描いている。ここまでの高野の最長作品で、1ページあたりのコマ数も少なく余裕のあるコマ割りがなされており、作中の少女もこれまでになく丸みを帯びた可愛らしい造形で描かれている。またいしかわじゅんは、それまでロングショットだけで作中人物を描いてきた高野がこの作品からアップを使い始めたことを「劇的な変化」として指摘している。
「アメリカのおともだち」は、「春ノ波止場デウマレタ鳥ハ」の前後に描かれた「ボビー&ハーシー」と「デイビスの計画」の2編からなる。前者は60年代のアメリカ文化を背景にしたポップなラブストーリーであり、後者は少女の活躍するスパイ活劇風の作品で、後者の主題は後の『ラッキー嬢ちゃんのあたらしい仕事』に引き継がれることになる。
『おともだち』は当初、高野の夫の秋山協一郎が発行人を務める綺譚社から刊行された。『おともだち』刊行前後、高野は綺譚社で電話番として働いており、同社の発行する同人雑誌『綺譚』に2ページの作品「雪国」を掲載したりしている。また秋山は80年代前半、角川書店発行の『バラエティ』に参加しており、その関係で高野もこのころ同誌に短編やイラスト・カットを掲載している（いずれも単行本未収録）。

### 『ラッキー嬢ちゃんのあたらしい仕事』（1987年）
1986年から87年にかけて、『プチフラワー』にて『ラッキー嬢ちゃんのあたらしい仕事』を初連載。全6話258ページで、現時点で高野の最長作品である。大型デパートで売り子として雇われた少女・ラッキーが、スパイを相手にデパート中を駆け回る冒険活劇であり、全編に渡りスパイ映画におけるカメラワークを思わせる多彩な画面構成が用いられ、スピード感やスローモーションをコマの連続で表現することに成功している。インタビューによれば「アガサ・クリスティの『トミーとタペンス』シリーズとアルフレッド・ヒッチコックの1950年代くらいの映画」に着想を得ているという。
高野はこの作品について「あの時は、無謀にも私はどんなものでも描けるぞ、と思っていたので、「あんたには無理よね」と言われそうなものを思ってやりました。（中略）あの時だけですね、テーマと関係なくやってみようと思ったのは。しかし見事に失敗しました」と解説している。「失敗」の内容は具体的には語られていないが、クローズアップの多用を始めとするあまりにも凝った画面構成が時に作品のテンポを悪くしていることが指摘されている。この作品を論じた澤野雅樹は、画面構成に目を奪われ過ぎて、物語の内容を理解するまで3度読み返さなければならなかったと述べている。
前述のいしかわじゅんは、高野の画風はこの作品で「春ノ波止場デウマレタ鳥ハ」に続き2度目の大きな変化を起こしていると指摘している。いしかわによれば高野はこの頃、夫に教えられた上田としこ『フイチンさん』をいたく気に入っており、この時期に描かれている少女の体型や線などが『フイチンさん』に非常によく似たものになっているという。

### 『るきさん』（1993年）
1988年、マガジンハウスの首都圏情報誌『Hanako』にて『るきさん』の連載を開始（『Hanako』の巻末漫画の編集担当は夫の秋山協一郎だった）。当時のバブル経済のさなか、流行にも恋愛にも興味を持たずきままな独身生活をおくる女性「るきさん」を描いたもので、月1回程度のペースで毎回2ページ（オールカラー）、4コママンガの形式（ただし見開き2ページ分16コマで1話。1コマ目はタイトル）で1992年まで連載された。流行雑誌だったこともあり高野の作品の中では広い読者を獲得。高野の最長連載作品であるが、高野自身は「さてなぁ。これは癒し系マンガと言われてましてね。かなりたくさんの人が読んでくれたんですけど、わたし的には、あまり重要視してないんだなあ」とあまり多くを語っていない。高野に著書のカバーイラストを頼んでいる北村薫は、高野が「わたし、るきさん嫌いなんです」と彼に語ったことがあると記している。
『るきさん』は2000年にTV番組『BSマンガ夜話』で取り上げられ、高野のそれまでの作品と合わせて論じられた。ゲスト出演者のわかぎえふは、連載当時『るきさん』は『Hanako』の掲載作品としてはかなり違和感があった（浮いていた）と語っている。
『るきさん』終了後の高野の『Hanako』掲載作として『東京コロボックル』（1993年、全7話。後述『棒がいっぽん』収録）がある。また後に『Hanako』に連載された魚喃キリコ『ハルチン』（1998年刊行）は明らかに『るきさん』をリスペクトした作品であった。文庫化の早かった作品である。

### 『棒がいっぽん』（1995年）
1995年、5冊目の単行本『棒がいっぽん』を刊行。『るきさん』連載前後の短編作品6作を収録したもので、作品集としては『おともだち』以来12年ぶりのものとなる。巻頭に収められている「美しい町」は1960年代の工業地帯を舞台に若い夫婦の静かな生活を描いた作品。続く「病気になったトモコさん」は、入院中の少女が1日のうちに見たものや連想を一貫してその少女の視点から描いている。「バスで4時に」は、バスに乗って婚約者の家に着くまでの、ある女性の心の動きを描く。「私の知ってるあの子のこと」は、「病気になったトモコさん」と同じく子供を題材にしているが、後者が子供の視点に映る事物をクローズアップを多用し様々な構図で描いているのに対し、前者は俯瞰気味の構図を用い、一貫してロングショットだけで作品を構成している。「東京コロボックル」は、人間の家に間借りして都会生活を営む小人たちの生活を描くショートコミックである。
巻末に収められている「奥村さんのお茄子」は、単行本収録の際に扉ページを除く全ページが描き直された作品。68ページと収録作品中最も長く、単行本表題もこの作品にちなんでつけられている。ごく普通の中年男性・奥村さんのもとに「とっても遠くから」来たという不思議な女性がやってきて、25年前のある日の昼食を一緒に検証する、という一風変わったSF仕立ての作品であるが、高野自身は「それもSFじゃないんでしょうねえ。「奥村さんのお茄子」も「黄色い本」や「美しき町」（いずれも日常を扱った作品 引用者註）とテーマは同じなんですよ。ただ作画の絵柄を変えたという」という風に語っている。この作品は物語の解釈をめぐり誌上・ネット上でさまざまな議論を起こした。夏目房之介は『棒がいっぽん』収録作品の独特の画面構成（大きな遠近の落差）に注目し、「奥村さんのお茄子」ではそれが日常の貴重さを表現するとともに「普通の日常の成りたちがたさ」を表現していると論じている。夏目は『棒がいっぽん』を評し「日常の懐かしさと怖さをここまでラジカルに表現したマンガを、私はほかに知らない」と述べている。
高野の絵柄はこの作品集から次第に簡素になっていく。絵柄について高野は「アシスタントを使わずに最後までできるには、その程度の絵じゃないとだめだというのがあった。手間のかかる絵はとにかくやめようと」考えたと述べている。このころの趣味はゲームで、わたしはダメ嫁や東京コロボックルにはスーパーファミコンをプレイしていた様子が再三描かれていた。

### 『黄色い本』（2002年）
2002年、作品集『黄色い本』刊行。高野の7年ぶりの単行本として話題になり、この作品集で同年手塚治虫文化賞マンガ大賞を受賞した。表題作「黄色い本」（1999年）は、青年誌『月刊アフタヌーン』に掲載された72頁の読み切り作品である。雪国を舞台に、作者と同世代の少女が学校に通いながら5巻本の『チボー家の人々』をゆっくりと読み進めていく様を描いたもので、執筆開始から完成まで3年の月日が費やされている。作中では本の活字をコマの中で「絵」として描き、主人公の少女が小説の登場人物と会話を交わすなど、読書体験を表現するための様々な試みが行なわれている。絵柄は読者が作品を読むスピードをコントロールするために意識的に単純化されており、主人公の少女もあえて「かわいくない」造形が選ばれた。斎藤環はこの作品を「いかなるフェティッシュとも無縁な漫画、という高み」に至ったと評している。
「黄色い本」は高野が高校時代、実際に1年かけて『チボー家の人々』を読んだ経験がもとになっている。高野は作品執筆の動機について「そもそも本なんか読んで、漫画なんか描くことになったスタートを描こう、と思った」と語っており、漫画を描くのはこれで最後にしようと思っていたとも述べている。作品を描き終えた後は、資料にした中学時代からの日記も本も「思い出すこともすっからかんになって」すべて捨ててしまったという。「黄色い本」は発表直後こそ大きな反響は無かったものの、単行本が刊行されて以降多数の論者による批評・研究が発表されている。呉智英は「黄色い本」を「田辺のつる」に並ぶ高野の最高傑作であるとし「日本マンガの画期的作品として、長く読み継がれることになるだろう」と評した。
作品集『黄色い本』には他に、社内恋愛を扱った「マヨネーズ」、高齢者向けのホームヘルパーを題材にした「二の二の六」、冬野さほの同名作品をリメイクした小品「Cloudy Wednesday」を収めている。前2者について高野は、それまで自分の作品になかった「大人のエロ」を入れたつもりだと語っている。

### 『ドミトリーともきんす』（2014年）
高野は『黄色い本』刊行以降、イラストの仕事や対談などはあるものの、漫画作品の目だった発表は行っていなかった。2006年の『AERA COMIC 手塚治虫文化賞10周年』（朝日新聞社）に、5年ぶりに8ページの作品を寄稿した際は「作品を描いていないときでも、いつもマンガのことを考えている。24時間、漫画家じゃないときなんてないくらいです」と語った。ドミトリーともきんすは11年ぶりの単行本であり、以前よりも寡作になった。
2015年に第38回巖谷小波文芸賞を受賞。漫画家としては手塚治虫以来2人目の受賞者であった。

## 執筆スタイル
高野は「最初に思いつくのはテーマ」だと語っている。描くものが決まると編集者に締め切りを決めてもらい、絵もネームも同時に始める。具体的な制作方法としては、原稿用紙と同寸のレポート用紙を用意し、思いついたコマから描き始める。この段階で背景から人物の目鼻やまつ毛まですべて描き込む。描いたコマを後でセロハンテープでつなげて下書きとし、この上に原稿用紙を重ねて、下書きの線をトレースする形でペンを入れている（以上は2002年のインタビューによるものだが、デビュー当時のインタビューでもほぼ同じ内容の制作方法を語っている）。作品制作は（テレビの音が聞こえないという理由で）1畳半の風呂場の脱衣所に小さな机と手製のトレス台を置いて行なっており、キャラクター表などもそこに貼っている。
「他人が、同じ部屋に一緒にいるのはダメ」で「黄色い本」はアシスタントを使わず一人での制作であったが、他の作品ではトーン貼りを手伝ってもらうこともあるという。「二の二の六」では木尾士目にトーン貼りを手伝ってもらっているが、描き直しのため後でせっかく貼ったトーンを剥がすことになってしまい申し訳なかった、と語っている。

## 作家評
高野はデビュー当時からセンスの良さ・画面構成の巧みさが注目され漫画評論の対象となった。初期には、作品の整然としたコマ割りを大島弓子の不安定なコマ割りと対置し、高野を矢代まさこや岡田史子らに通じる「様式」の作家と論じた荒俣宏の評などがある。またアングルの自在さ、遠近感の効果的な使用、トーンワークのうまさといったことから「物事を見たままに描ける作家」「最も視覚的なマンガ家」とも評されている。『黄色い本』を論じた斎藤環は「あるときには見下ろされ、あるときには見上げられる」ような、自在に入れ替わる作中の視点を「神の視点」ならぬ「蚊の視点（蚊瞰）」と言い表した。
2000年に『BSマンガ夜話』で『るきさん』が取り上げられた際には、高野の各作品に通低する「生と死」へのまなざしが論じられた。いしかわじゅんは高野の作品を「生と死を常に客観的に見て」いるとし、日常を描いた近年の作品にも「目の前にある日常の話を描いているんだけど（中略）その向こうにはやっぱり死がある」と述べている。夏目房之介は「死のほうから生を見ている」と表現しており、これらは高野がデビュー前後に看護師として働き、患者の生死と日常的に向かい合っていたことの影響があるのではないかとしている。また夏目は1985年以降の高野の作品について「それまでのドラマティックな画面の作り方に『不安』が入ってくる」と作風の変化を指摘した。 
竹熊健太郎はつげ義春、大友克洋とともに高野を「音楽界で言うところの『ミュージュシャンズ・ミュージシャン』にあたるマンガ家」と評し、「高野文子の存在なくして後続の岡崎京子や桜沢エリカ、内田春菊、一條裕子といった女性作家が、今のような形で存在することもなかっただろう」と述べている。
2003年にスタジオジブリを退社したアニメーター安藤雅司は高野のファンで、『千と千尋の神隠し』の作画監督を務めた際、高野の絵のように少ない線で人間のリアルなラインを描く表現を作品に取り入れる試みを行った。安藤は、リアルな表現を志向し、宮崎駿とは方向性で対立することもあり、フリーで活動することとなった。

## 作品リスト

### 漫画作品
『絶対安全剃刀』（1982年 白泉社）収録作品（収録順）
- たあたあたあと遠くで銃の鳴く声がする（奇想天外社『マンガ奇想天外』No.2、1980年）5p
- 花（『楽書館』No.49、1977年）6p
- はい－背筋を伸して ワタシノバンデス（『楽書館』No.55、1978年）10p
- 絶対安全剃刀（サン出版『June』4号、1978年）9p
- 1＋1＋1＝0（みのり書房『コミックアゲイン』1979年10月号）8p
- おすわりあそべ（迷宮『漫画新批評大系』Vol.5、1979年）3p
- ふとん（奇想天外社『別冊奇想天外No.8 SFマンガ大全集PART3』1980年） 12p
- 方南町経由新宿駅西口京王百貨店前行（『別冊奇天外No.9　SFマンガ大全集PART4』1980年） 8p
- 田辺のつる（チャンネルゼロ『漫金超』創刊号、1980年） 16p
- アネサとオジ（『マンガ奇想天外』No.1、1980年）10p
- あぜみちロードにセクシーねえちゃん（主婦の友社『ギャルズコミックDX』夏の号、1980年）8p
- うらがえしの黒い猫（小学館『プチフラワー』夏の号、1980年）16p
- 午前10:00の家鴨（『マンガ奇想天外』No.3、1980年）10p
- 早道節用守（『マンガ奇想天外』No.4、1981年）16p
- いこいの宿（小学館『ビッグコミックフォアレディ』1981年4月号）16p
- うしろあたま（『ギャルズコミックDX』初夏の号、1981年）17p
- 玄関（『プチフラワー』秋の号、1981年）20p

『おともだち』（1983年 綺譚社／1993年 筑摩書房）収録作品（収録順）
- 盛子さまのひなまつり（サン出版『JUNE』1982年5月号）2P
- 上海の街角で（流行通信社『流行通信』1982年6月号）2P
- 春ノ波止場デウマレタ鳥ハ（小学館『プチフラワー』1983年3月号）113P
- ボビー&ハーシー（集英社『週刊セブンティーン』1981年2月16日号）31P
- デイビスの計画（『週刊セブンティーン』1983年5月10日・17日合併号）27P

『ラッキー嬢ちゃんのあたらしい仕事』（1987年 小学館／1998年 マガジンハウス）
- ラッキー嬢ちゃんの新しい仕事（『プチフラワー』1986年11月号-1987年4月号）計258P

『るきさん』（1993年 筑摩書房／1996年 筑摩文庫）
- るきさん（マガジンハウス『Hanako』1988年6月2日号-1992年12月17日号）計118P

『棒がいっぽん』（1995年 マガジンハウス）収録作品（収録順）
- 美しき町（小学館『プチフラワー』1987年10月号）40P
- 病気になったトモコさん（白泉社『LaLa』増刊『Short Stories』1987年春）
- バスで四時に（『プチフラワー』1991年5月号）29P
- 私の知ってるあの子のこと（『プチフラワー』1990年11月号）30P
- 東京コロボックル（マガジンハウス『Hanako』1993年、全7回）15P
- 奥村さんのお茄子（マガジンハウス『コミックアレ！』1994年5月号）68P　※連載時から全面的に改稿している。連載時のバージョンは『ユリイカ』高野文子特集号で読むことができる。

『黄色い本』（2002年 講談社）
- 黄色い本 ジャック・チボーという名の友人（講談社『月刊アフタヌーン』1999年10月号）72p
- Cloudy Wednesday（イーストプレス『COMIC CUE』Vol. 2、1996年）10p
- マヨネーズ（マガジンハウス『コミック アレ! 』5月臨時増刊号、1996年）30p
- 二の二の六（『月刊アフタヌーン』2001年7月号）30p

『ドミトリーともきんす』（2014年 中央公論新社）
- ドミトリーともきんす（ウェブサイト「Matogrosso」毎月第2木曜日更新、2012年12月-2014年2月）毎回5p
- 球面世界（『真夜中』no.12、2011年1月22日発行）10p、「トムキンスさん、ケーキをありがとう」改題
- Tさん（東京都在住）は、この夏、盆踊りが、踊りたい。（『真夜中』no.14、2011年7月22日発行) 4p

単行本未収録作品
- ある日 クマをひろった（同人誌『掌篇集 楽書館』（楽書館、1978年3月21日発行）所載、たかのふみこ名義）2P
- はし-Bridge-（同人誌『掌篇集 楽書館』（楽書館、1978年3月21日発行）所載、たかのふみこ名義）4P
- おやすみなさい（『月刊スターログ』1980年1月号、ツルモトルーム）2P
- ふみこちゃん（『バラエティ』1981年2月号、角川書店）4コマ漫画

- 姫さまへ（まついなつき『かるめら丼』（けいせい出版、1981年6月10日初版）所載）2P
- ウェンディのクリスマス（『少年少女SFマンガ競作大全集』PART13 1982年1月1日発行、東京三世社）8P、斎藤宣彦編『破壊せよ、と笑いは言った 現代マンガ選集』（2020年、ちくま文庫）再録

- 愛の都 憎しみの街角（『ビッグコミック フォアレディ』1982年5月号、小学館）20P
- まんがの描き方 キャラクター編（『バラエティ』1982年6月号）1P、アンソロジー『あはは、まんが』（1984年、角川書店）再録
- びっくり姫（『バラエティ』1982年7月号）5P、前掲『あはは、まんが』再録
- 極寒のお宿（『ビッグコミック フォアレディ』1982年12月号）16P
- 雪国　(『綺譚』第5号 1983年6月20日発行、綺譚社) 2P
- 金髪姫（『バラエティ』1983年9月号、角川書店）8P、前掲『あはは、まんが』再録
- るにちゃん（『活人』1985年創刊号、毎日新聞社）2P
- わたしはダメ嫁　原作／あらい（アライ）みえこ・絵／高野文子（P.N.高野ロバ）（『comicアレ!』　1996年9月号 2ｐ・10月号 2ｐ・11月号 1ｐ・1997年1月号 2ｐ）
- るきさん 番外編（毎日ムックアミューズ編『おもしろ図書館であそぶ』毎日新聞社、2003年）1p
- おはようの歌（『コミックP!』1998年5月号、マガジンハウス）4P
- sewing（『COMIC CUE』Vol.8、2000年、イーストプレス）10P
- おりがみでツルを折ろう（『AERA COMIC 手塚治虫文化賞10周年記念』、2006年、朝日新聞社）8P
- 文子おばさんのペーパークラフト教室（徳間書店『COMICリュウ』2006年11月号-）毎回1p、不定期連載

### 共著
- あはは、まんが（山岸凉子、吾妻ひでお、新井素子、柴門ふみ、安彦良和、吉田秋生、泉昌之、さべあのま、白山宣之共著、1984年、角川書店(Variety book)）
- 谷崎万華鏡-谷崎潤一郎マンガアンソロジー-（榎本俊二、今日マチ子、久世番子、近藤聡乃、しりあがり寿、中村明日美子、西村ツチカ、古屋兎丸、山田参助、山口晃共著、2016年、中央公論新社）
- 「私」のバラけ方（大竹昭子共著、2019年、カタリココ文庫（自費出版））大竹とのトークショー「カタリココ」の再録、及び近況インタビュー
- いずみさん、とっておいてはどうですか: こどもの時間のモノ語り（ 昭和のくらし博物館共著、2022年、平凡社）

### 絵本
- 『しきぶとんさん かけぶとんさん まくらさん』（こどものとも年少版　2010年2月号）
- 『うたのほん』（2022年、BONBOOK）

### イラストレーション

#### 挿絵
- ソウルの練習問題（関川夏央、1984年、情報センター出版局）
- ねたあとに（長嶋有、『朝日新聞』夕刊2007年11月20日 -2008年7月26日）

#### 書籍
- 『桃尻娘』シリーズ（橋本治、1981年-、講談社文庫）
- 極楽迄ハ何哩（橋本治、1983年、河出書房新社）
- グリーン・レクイエム（新井素子、1983年、講談社文庫）続編『緑幻想』文庫版（1993年）も担当
- なかよし読本 劇団青い鳥の世界（市堂令他、1986年、白泉社）
- さすらいエマノン（梶尾真治、1992年-、徳間書房）前作『おもいでエマノン』文庫表紙も担当
- 看護婦たちの物語（宮古あずさ、1993年、弓立社）
- こんな私が看護婦してる（宮子あずさ、1996年、集英社）
- 『円紫さん』シリーズ（『空飛ぶ馬』『秋の花』など）（北村薫、1989年-、東京創元社）
- 『覆面作家』シリーズ（北村薫、1991年-、角川書店）
- タンノイのエジンバラ（長嶋有、2002年、文藝春秋）
- チボー家のジャック（ロジェ・マルタン・デュ・ガール、2003年、白水社） - 『チボー家の人々』抄訳本
- 電化製品列伝（長嶋有、2008年、講談社）
- ねたあとに（長嶋有、2009年、朝日新聞出版）朝日文庫版（2012年）表紙も担当
- 動物園ものがたり（山田由香、2010年、くもん出版）
- 先生のための「百科事典」ノート（赤木かん子、2012年、ポプラ社）
- 青い鳥 (新装版) (モーリス・メーテルリンク、2013年、講談社青い鳥文庫)
- 科学を生きる（湯川秀樹、2015年、河出書房新社）
- 本屋になりたい: この島の本を売る (宇田智子、2015年、ちくまプリマー新書)増補版（2022年）も担当
- ぼくがゆびをぱちんとならして、きみがおとなになるまえの詩集（斉藤倫、2019年、福音館書店）
- 素子の碁-サルスベリがとまらない（新井素子、2020年、中公文庫）
- わたしの身体はままならない: 〈障害者のリアルに迫るゼミ〉特別講義（熊谷晋一郎他、2020年、河出書房新社）
- いずみさん、とっておいてはどうですか（昭和の暮らし博物館、2022年、平凡社）

#### CDジャケット
- あがた森魚のラジオ・ショウ（あがた森魚、1996年、TDK）
- 接吻（クミコ、2000年、東芝EMI）
- AURA（クミコ、2000年、東芝EMI）
- お帰りなさい（クミコ、2001年、東芝EMI）
- Endless game of Cat and Mouse（Warehause、2002年、eve）
- Patrol girl（Warehause、2004年、eve）

### ペーパークラフト
- 火打ち箱（H・C・アンデルセン原作、赤木かん子文、2006年、フェリシモ）

### キャラクターデザイン
- 『クラッシャージョウ』（1983年、松竹富士系）※劇場版アニメ映画。スペシャル・デザイン（アネッサ）
- 『平家物語』（2021年、フジテレビほか）※テレビアニメ。キャラクター原案[27]

### 装丁
- ステージの悪魔（ジョゼフィン・ケインズ、1984年、創元推理文庫）
- 千明初美作品集 ちひろのお城（千明初美、2016年、復刊ドットコム）- 解説、企画等も担当